# Караїмський цвинтар (Єрусалим)
Єрусалимський караїмський цвинтар (івр. בית הקברות של העדה הקראית בירושלים) — давнє караїмське кладовище. 

## Розташування
Простягається до північних схилів району Абу-Тор, над долиною Гінном у точці, що виходить на гору Сіон. Кладовище знаходиться поруч із оглядовим пунктом Абу-Тор і Цюріхським садом, неподалік від Єрусалимської кінотеки. На його західній стороні знаходиться готель «Маунт Ціон». Кладовище розташоване поблизу арабських кварталів Східного Єрусалиму, і в період до Шестиденної війни поруч із ним проходила прикордонна лінія з Йорданією — міська лінія.

## Історія
Перші дані, задокументовані в академічній літературі про єврейське кладовище караїмів в Єрусалимі, з'являються в працях мандрівників до Єрусалиму, найдавніші з яких датужться 1250 роком.
Містить могили часів Другого храму, а також могили членів громади, які поховані в Єрусалимі протягом століть, цвинтар діє донині та використовується членами єврейсько-караїмської громади. Біля в'їзних воріт — старовинна поховальна печера.
В околицях кладовища караїмів у долині Бен-Хіном є велика концентрація похованих печер, витесаних у скелі з часів Першого храму, Другого храму та візантійського періоду. Поховальні печери за часів Першого храму знаходяться переважно у верхній частині долини: поблизу вулиці Мамілла, а також на схилах гори Ціон, на межі басейну султана, біля підніжжя шотландської церкви та на караїмському кладовищі.
Похоронна печера на караїмському цвинтарі в долині Бен-Хінном розташована з широким тиловим піднесенням, піднятим з обох боків, і тесаними лавками.
На караїмському цвинтарі містяться сотні надгробків різних періодів, більшість з яких на могилах продовгуваті та рівні, на них вигравірувані дати народження та смерті, а також коротка молитва. Деякі надгробки з підписами, які коротко розповідають про померлого.
У найдавніший період караїмська громада використовувала стародавній кар'єр та поховальні печери. Поховальні печери слугували своєрідним орієнтиром у XIX столітті й були описані вченими з початку археологічних досліджень Єрусалиму.
У 70-их роках XX століття Всесвітня єврейська асоціація караїмів підготувала нову ділянку поховання на кладовищі, і з тих пір там ховають членів громади, жителів міста Єрусалим. Протягом багатьох років цвинтар зазнавав низки погромів та вандалізму над могилами.

## Непорозуміння місцевої влади з караїмською громадою
У 2017 році Міністерство туризму в Комітеті національних інфраструктур просунуло план будівництва канатної дороги до Західної стіни під назвою 86. Запланований маршрут канатної дороги проходить від першого вокзального комплексу в Єрусалимі через долину між Хінномом й горою Ціон і звідти до Сміттєвих воріт. На цьому маршруті також знаходиться старовинне кладовище єврейсько-караїмської громади. 
Кладовище перетинає маршрут канатної дороги, тому когенам проблематично скористатися нею, оскільки вони не зможуть перетнути її через заборону священикам заходити на кладовища, за правилами релігії. Перекриття кладовища дозволило б когенам користуватися канатною дорогою. Тільки з цієї причини ініціатори програми, Єрусалимська адміністрація розвитку, звернулися до єврейсько-караїмської громади з проханням добувати дах на цвинтарі в обмін на виділення коштів для розвитку та обслуговування кладовища. Після цього члени громади вперше дізнались про план, який не дозволить їм використовувати канатну дорогу через домішки при побудові даху.
1 лютого 2019 року план канатної дороги для Старого міста був переданий на зберігання Національному комітету з інфраструктури. Єврейська караїмська громада виступає проти проходження канатної дороги через територію цвинтаря.

## Галерея

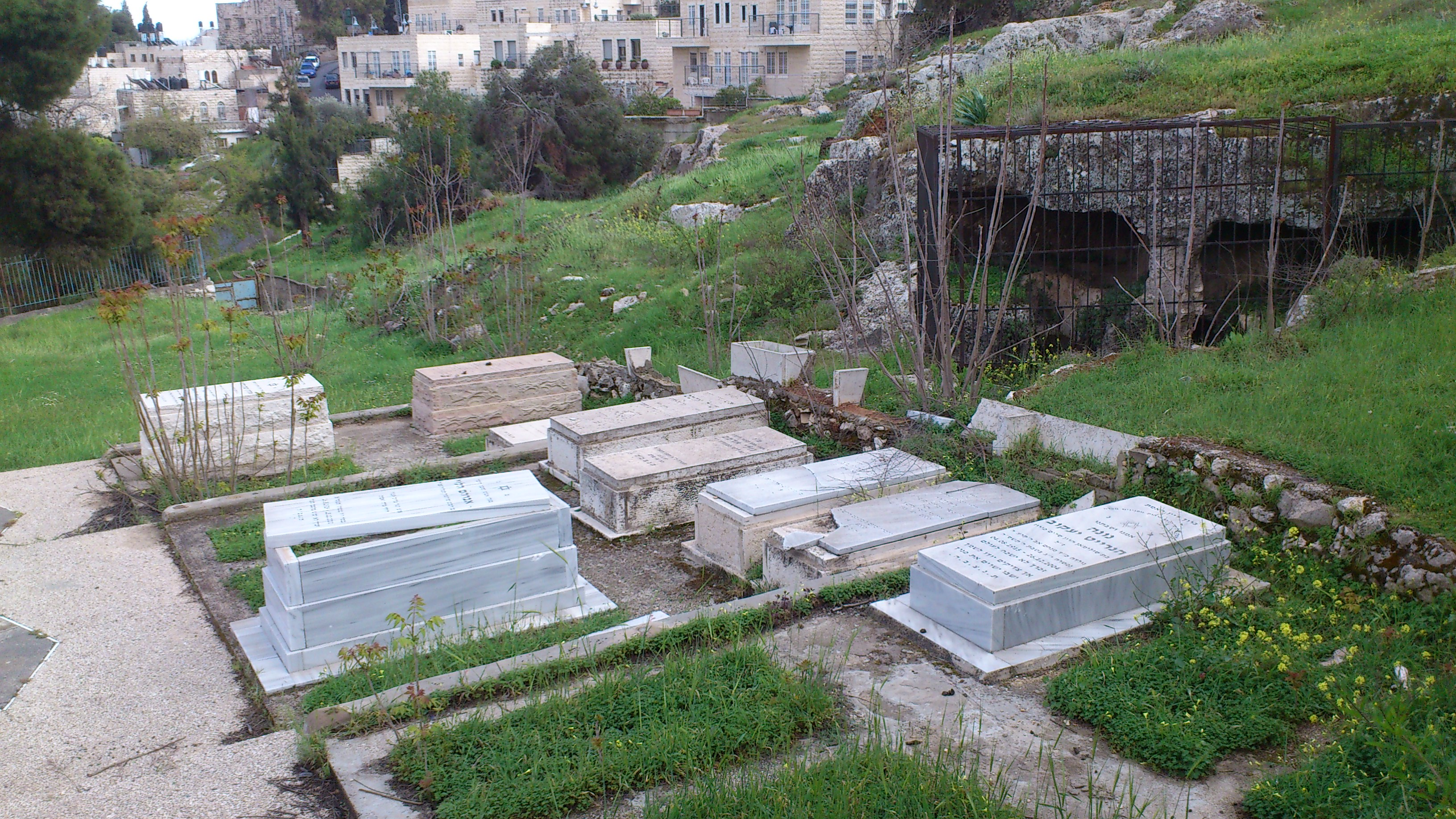
Нові гробниці поруч із старовинною похоронною печерою
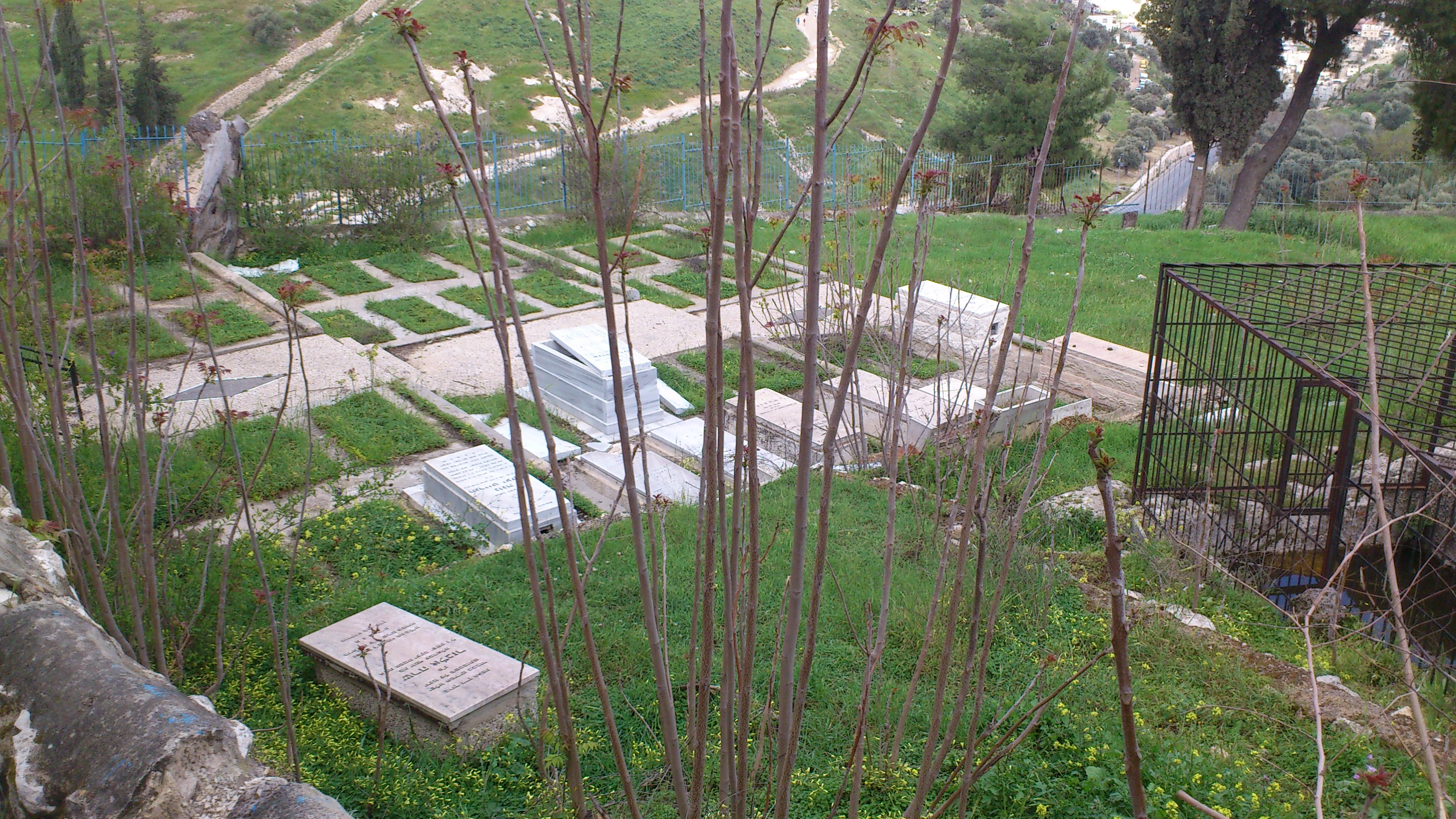
Могили, відремонтовані за останні декілька років
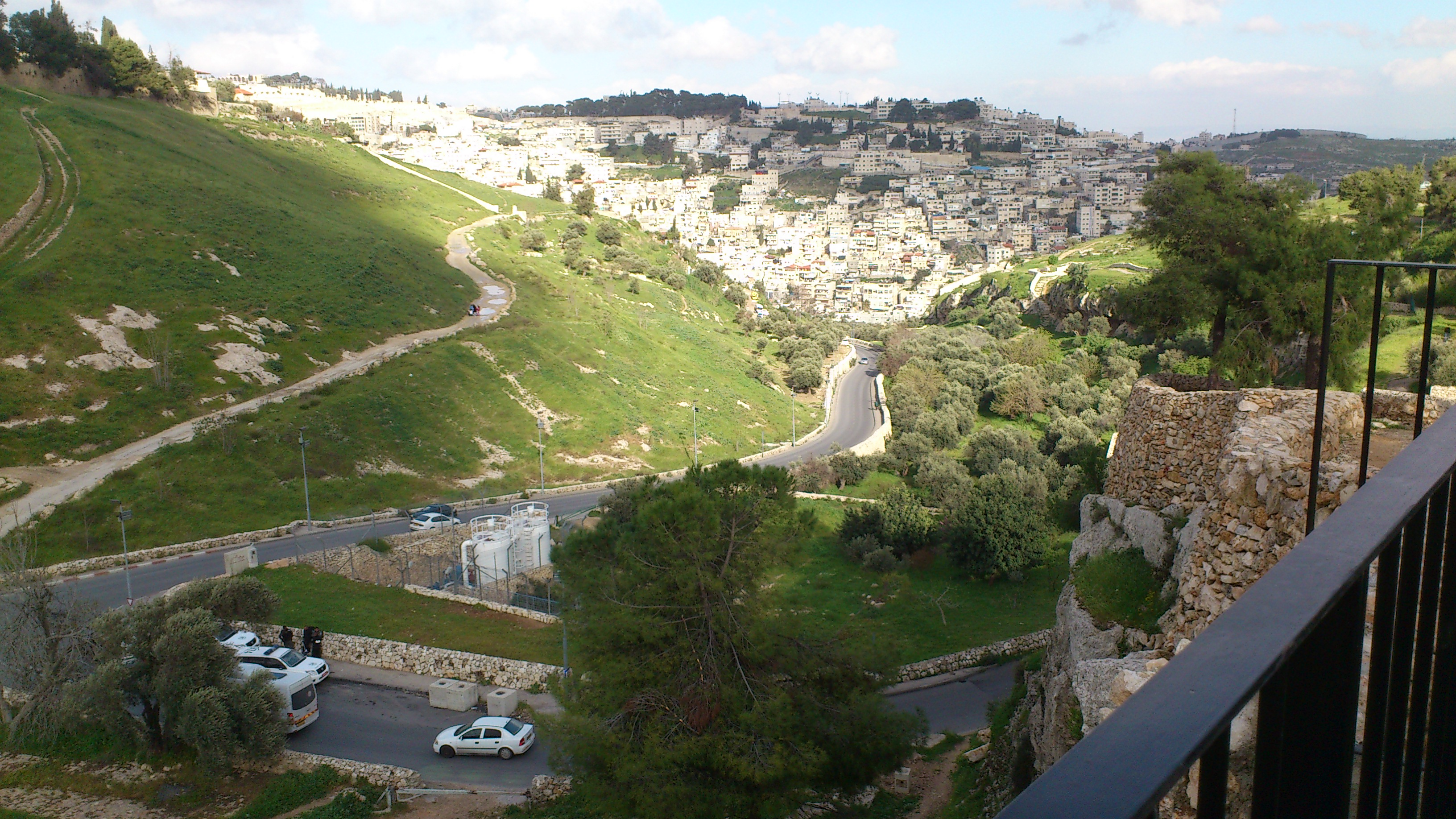
Вид з кладовища на Гая Бен-Хіннома
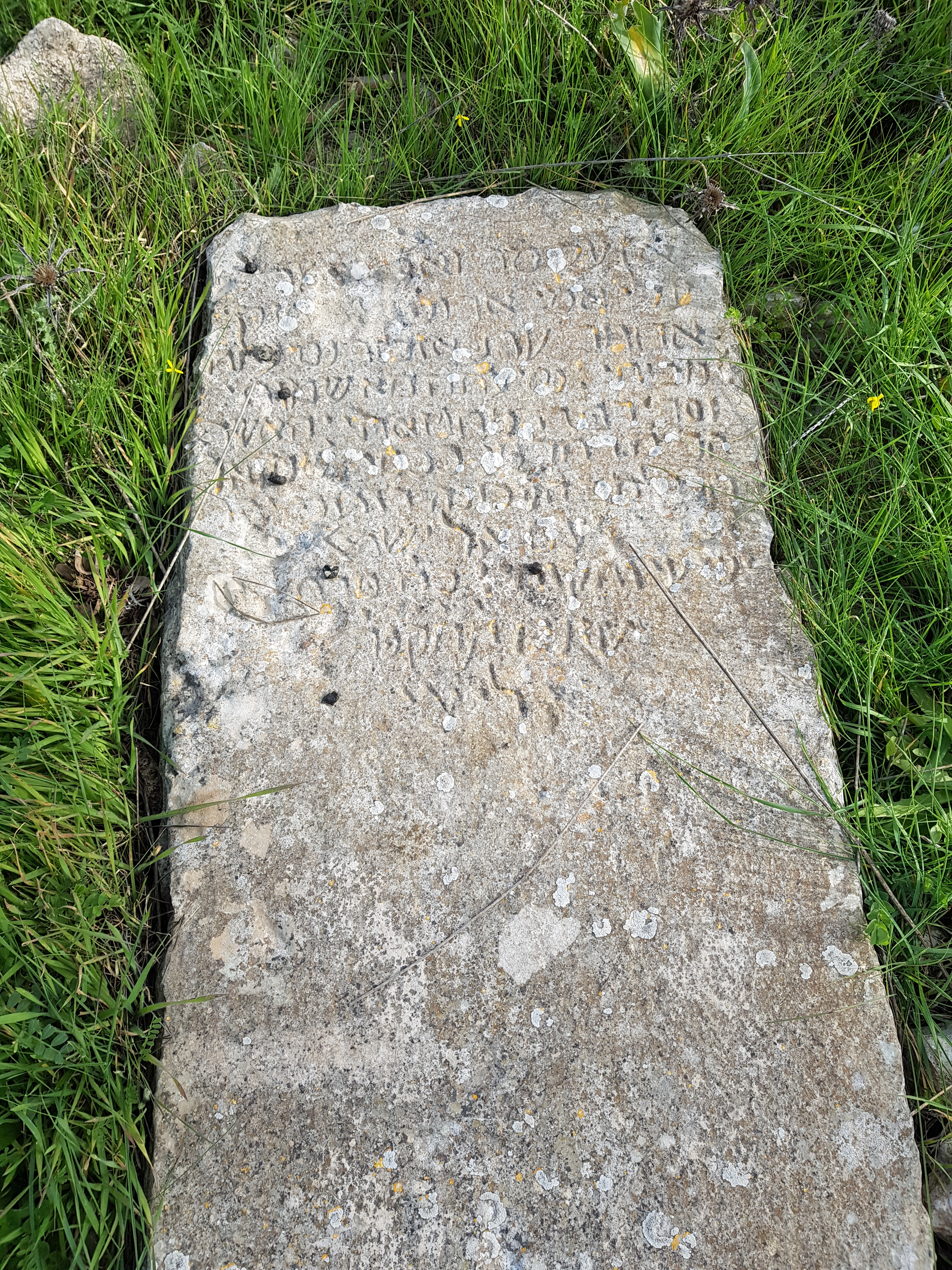
Один із надгробків на давньому караїмському кладовищі в Єрусалимі.
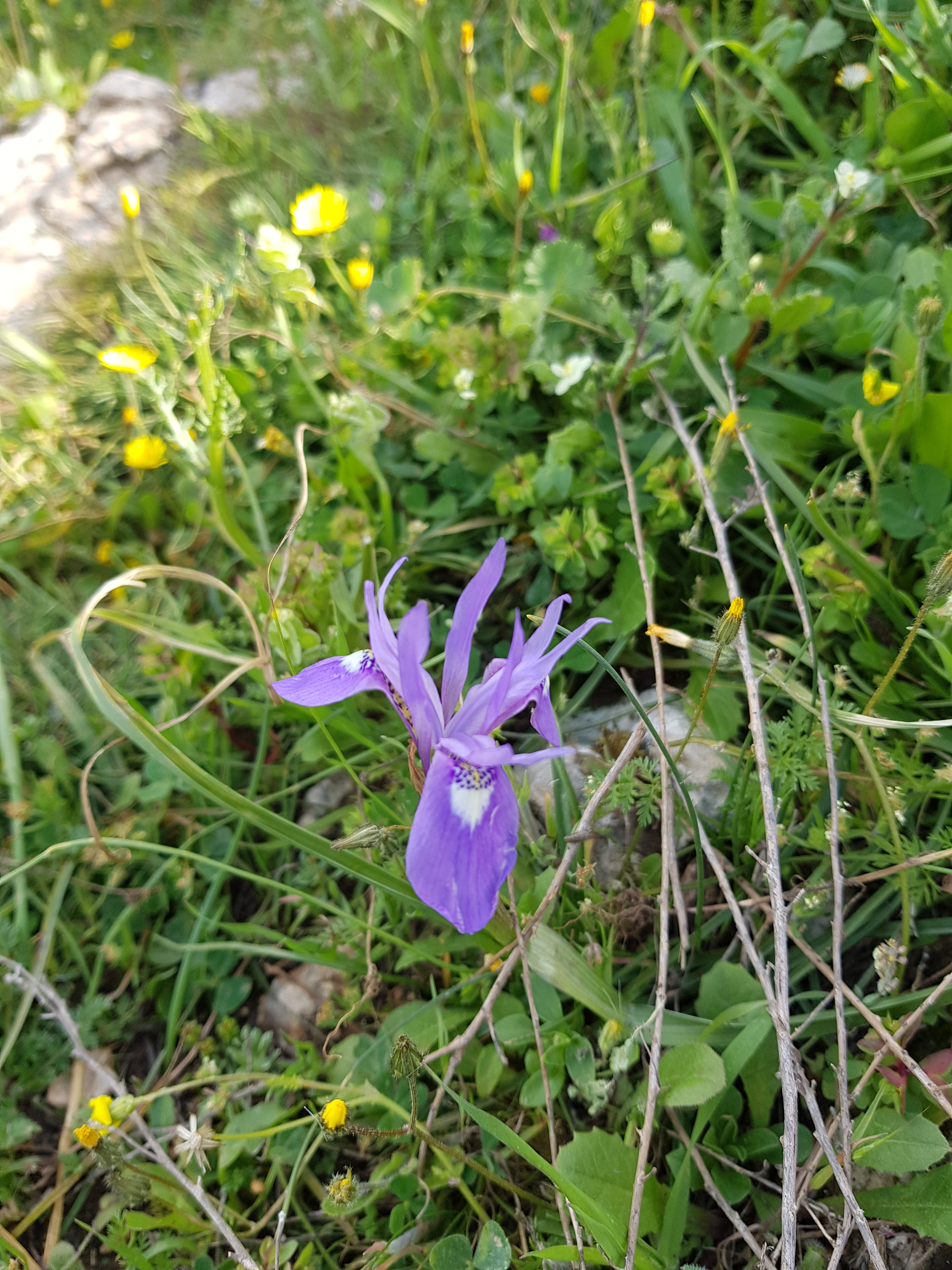
Весняне цвітіння на караїмському цвинтарі в Єрусалимі
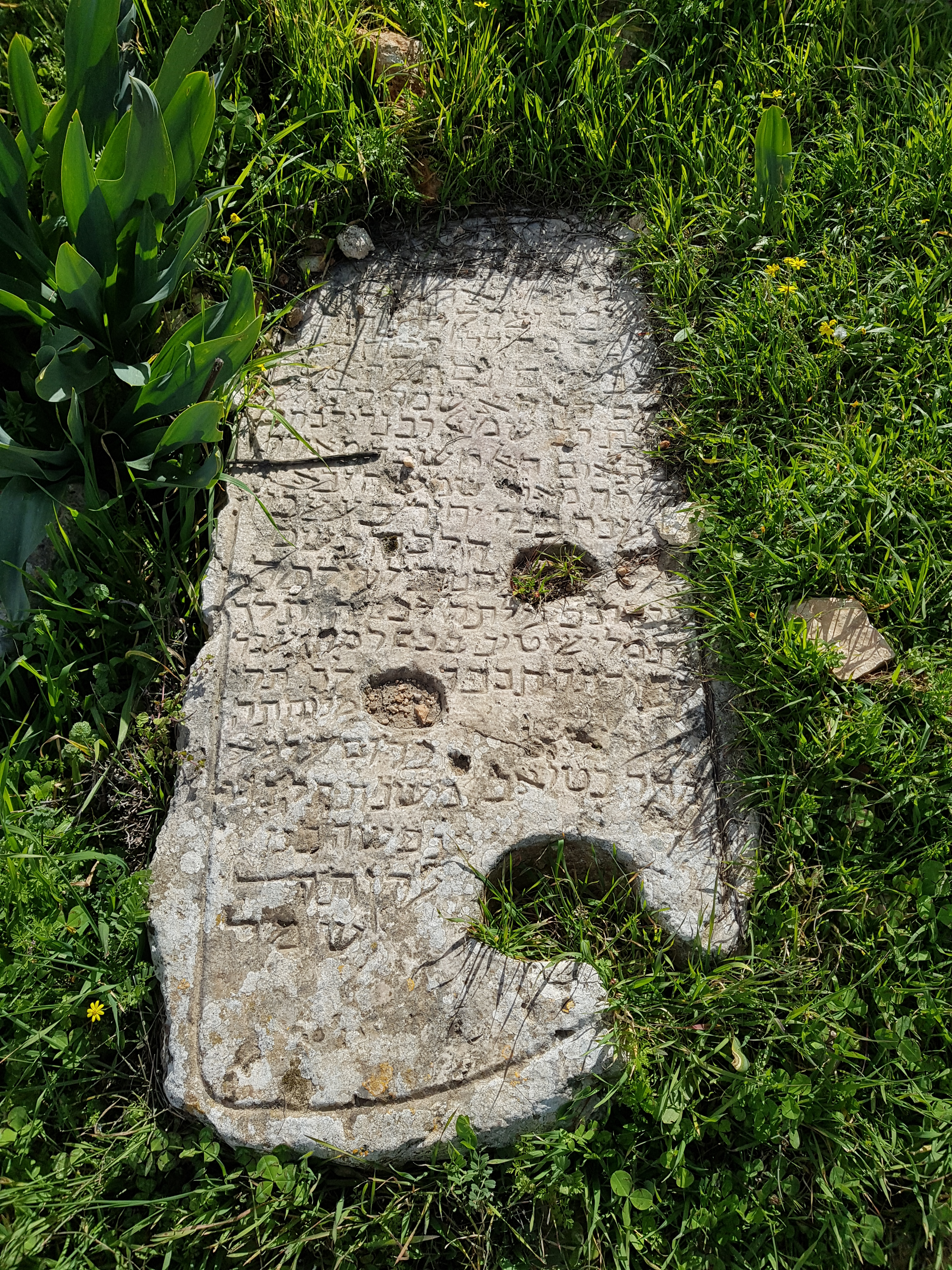
Давній надгробний камінь на караїмському кладовищі в Єрусалимі
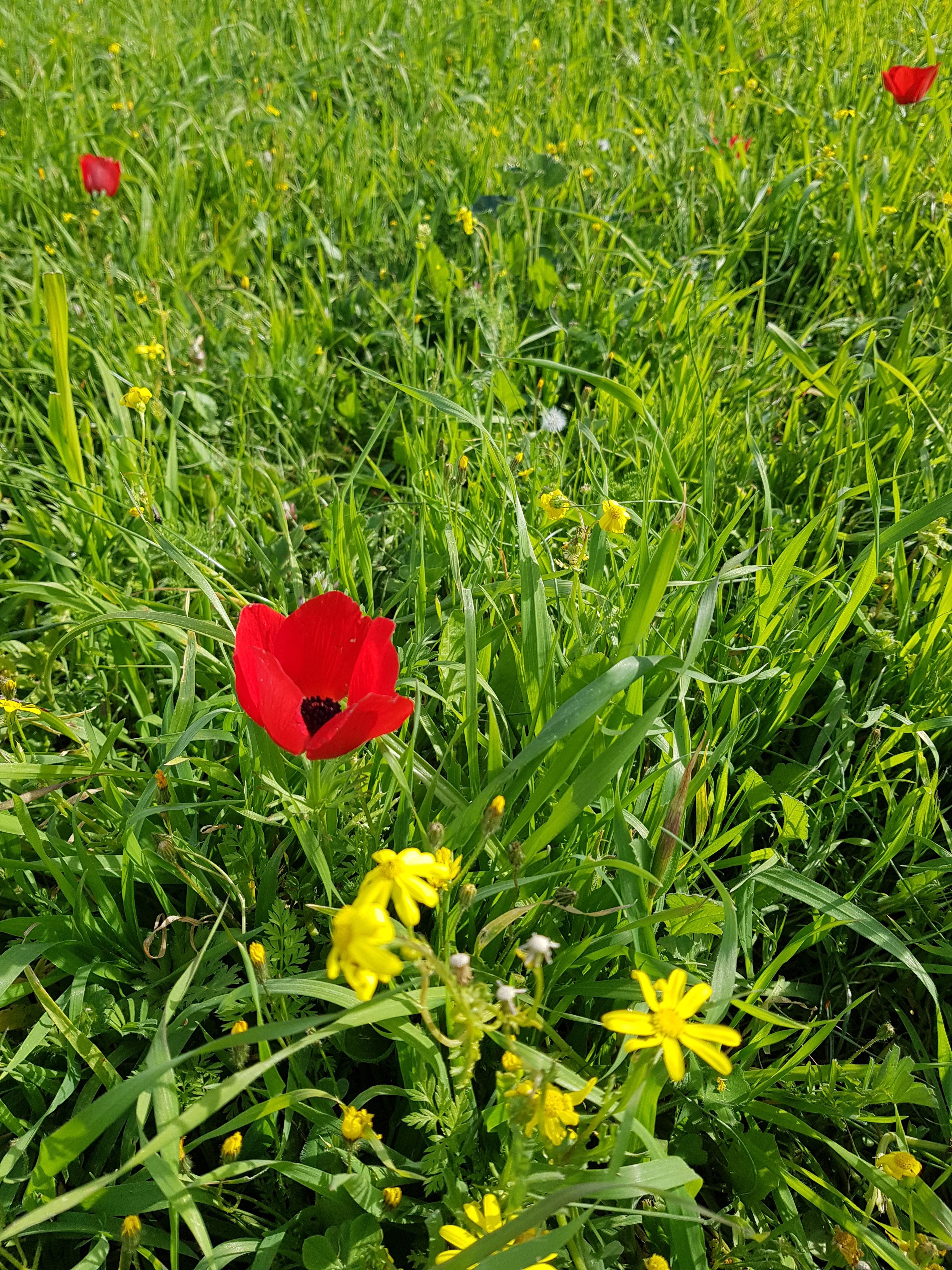
Весняне цвітіння на караїмському цвинтарі в Єрусалимі